# Lotus benoistii
Lotus benoistii är en ärtväxtart som först beskrevs av René Charles Maire, och fick sitt nu gällande namn av Per Lassen. Lotus benoistii ingår i släktet käringtänder, och familjen ärtväxter. IUCN kategoriserar arten globalt som akut hotad. Inga underarter finns listade i Catalogue of Life.